# Paraíso (Castelo de Paiva)
Pour les articles homonymes, voir Paraíso.
Paraíso est une ancienne paroisse civile portugaise (en portugais : freguesia) de la municipalité de Castelo de Paiva dans le district d'Aveiro.
La loi no 11-A/2013 du 28 janvier 2013, portant réorganisation administrative du territoire des freguesias, fusionne Paraíso avec les paroisses voisines de Raiva et Pedorido pour former l’União das freguesias de Raiva, Pedorido e Paraíso (dont le siège est à Raiva).